# Diatrype virescens
Diatrype virescens är en svampart som först beskrevs av Ludwig David von Schweinitz, och fick sitt nu gällande namn av Mordecai Cubitt Cooke 1884. Diatrype virescens ingår i släktet Diatrype och familjen Diatrypaceae.   Inga underarter finns listade i Catalogue of Life.